# Parachute Regiment (British Army)
Das Parachute Regiment (PARA) stellt den wesentlichen Anteil der Infanterie der Luftlandetruppen der British Army. Die unterstellten Verbände sind wie viele Luftlandeeinheiten anderer Nationen Elite-Einheiten, was durch den harten Dienst, körperliche Fitness und die strenge Auswahl bedingt ist. Der Verband wurde 1942 aufgestellt. Teileinheiten sind bedingt MFF-fallschirmsprungtauglich.

## Organisation
Das Regiment ist kein operativer Verband, sondern dient administrativen Zwecken. Es ist in drei aktive und ein Reservebataillon gegliedert.
- 1st Battalion, The Parachute Regiment (1 PARA)
- 2nd Battalion, The Parachute Regiment (2 PARA)
- 3rd Battalion, The Parachute Regiment (3 PARA)
- 4th (Reserve) Battalion, The Parachute Regiment (4 PARA(R)).

1 PARA bildet den Kern der Joint Special Forces Support Group des infanteristischen Unterstützungselements für die britischen Spezialkräfte des SAS und dem SBS, zusammen mit den Royal Marines und dem Royal Air Force Regiment.
Das 2 PARA und 3 PARA stellen die Infanteriekräfte der 16 Air Assault Brigade. Das 4 PARA Bataillon stellt die Parachute Regiment Reserve im aktiven britischen Heer der Territorial Army. Es unterstützt das zweite und dritte Bataillon bei Einsätzen durch Personalabstellungen.
Das Guards Parachute Platoon des dritten Bataillons des Parachute Regiment steht in der Tradition des 1948 aufgelösten 1st Guards Parachute Battalion der Garderegimenter, das im Zweiten Weltkrieg kämpfte, das Regiment ist dadurch in der Rangliste das letzte und jüngste Linieninfanterieregiment.

## Auswahl und Ausbildung
Anwärter für das Regiment durchlaufen mit dem Parachute Regiment Assessment Course (PRAC) am Parachute Regiment Assessment Centre (PRAC) in Catterick ein dreitägiges Auswahlverfahren. Anschließend nehmen die angehenden Fallschirmjäger, wie alle Infanteristen der British Army, an der kombinierte Grund- und Infanterieausbildung am Infantry Training Centre (ITC) Catterick teil. In der Parachute Regiment Training Company des zweiten Bataillon des ITC findet die 28-wöchige Ausbildung zum Fallschirmjäger statt. Zum Ende der Ausbildung absolvieren die Anwärter sowohl den obligatorischen Eilmarsch, den Nahkampftest im Boxen und das Auswahlverfahren für den Fallschirmsprungdienst in der P-Company. Mit Bestehen der Auswahl erhalten die angehenden Fallschirmjäger das bordeauxrote Barett und werden ins Regiment versetzt, um anschließend die automatische Fallschirmsprungausbildung am Ausbildungszentrum RAF Brize Norton zu absolvieren.
Offiziere, die im Regiment dienen wollen, haben den Potential Officer Insight Course (POIC) zu durchlaufen und werden dabei für die im Regiment freien Offizierstellen ausgewählt.

## Geschichte

### Aufstellung
Das Parachute Regiment entstand aus den Commandos, welche von den Briten nach dem Aufruf Winston Churchills „set Europe ablaze“ (setzt Europa in Flammen) gegründet wurden.
Großbritanniens erster Luftlandeangriff wurde am 10. Februar 1941 durchgeführt. Männer des 11th Special Air Service sprangen über Italien ab und sprengten im Handstreich der Operation Colossus einen Aquädukt, die eingesetzten Soldaten kamen dabei um oder wurden später erschossen.
Nach der Luftlandeschlacht um Kreta war klar, dass Großbritannien weit mehr Fallschirmjäger für ähnliche Operationen benötigte. Das No. 2 Commando wurde beauftragt, sich auf Luftlandeangriffe zu spezialisieren, und so zum Grundstein des Parachute Regiment, das am 1. August 1942 aufgestellt wurde.

### Zweiter Weltkrieg
Operation Biting – Frankreich

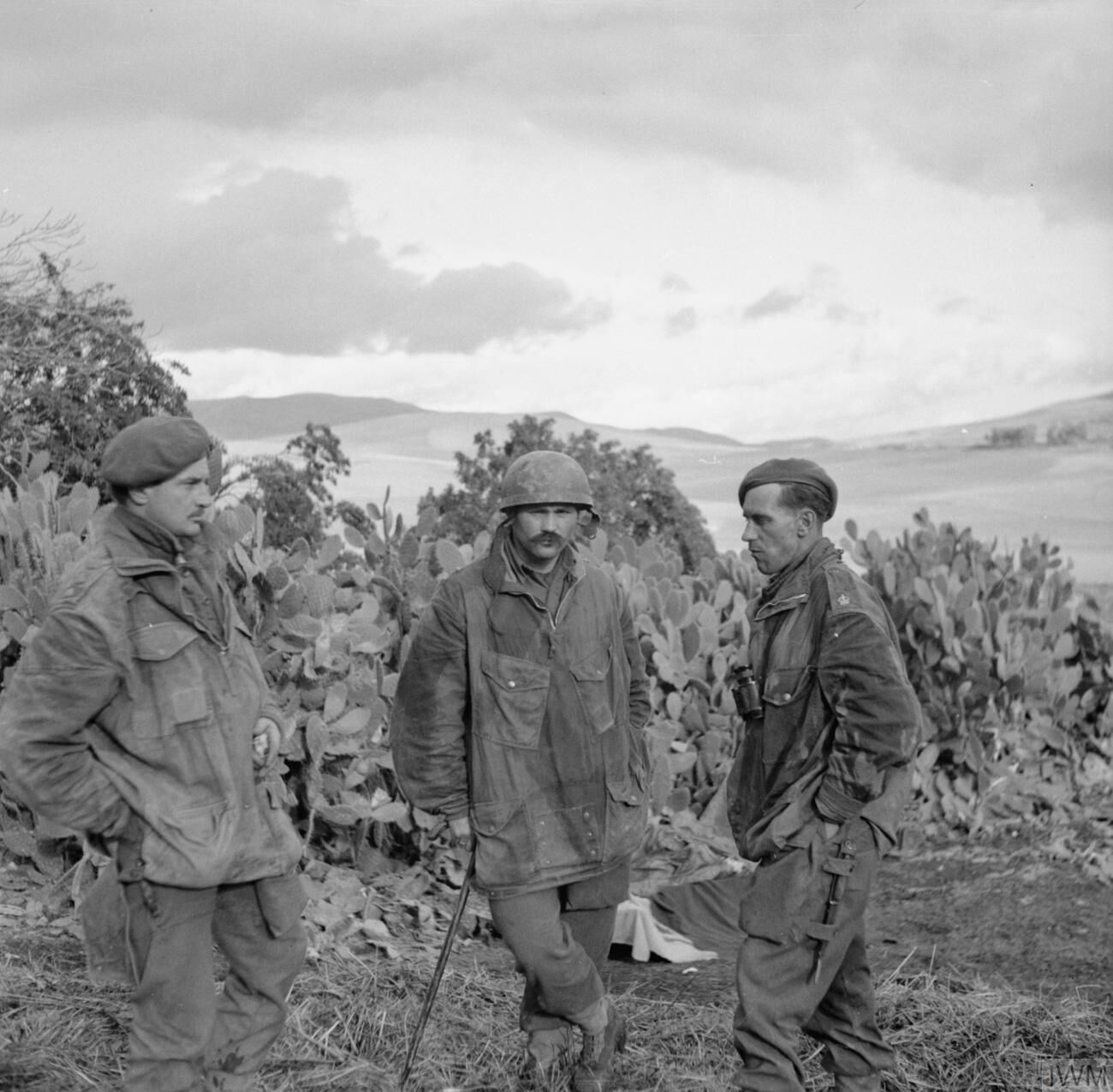
Offiziere des 2. Bataillons während des Tunesienfeldzug im Zweiten Weltkrieg

Am 27. Februar 1942 war ein Würzburg-Radar an der Küste Frankreichs bei Bruneval das Ziel der Operation Biting. Die elektronischen Teile des Systems wurden nach England gebracht und genau untersucht. Die Messergebnisse halfen bei der Entwicklung von Gegenmaßnahmen.
Während der Operationen in Nordafrika wurde das weinrote Barett zum ersten Mal von den Deutschen gesehen. Man sagt, dass die Deutschen sie daraufhin die Roten Teufel nannten.
Operation Husky – Sizilien
Als Teil der Operation Husky wurden in der Nacht des 9. auf den 10. Juli zwei britische und zwei amerikanische Luftlandeoperationen durchgeführt. Durch eigene Flugabwehr und die in der Nacht durchgeführte Operation kamen viele Flugzeuge vom Kurs ab und die Springer landeten verstreut über ein großes Gebiet. Britische Lastensegler-Truppen erlitten große Verluste, nur 12 der 144 Lastensegler landeten im Ziel. Viele stürzten über der unruhigen See ab. Die gelandeten Fallschirmjäger sammelten sich und attackierten deutsche Patrouillen und Kampfverbände und ermöglichten die Durchführung der Seelandung.
Operation Slapstick – Süditalien
Als Teil der alliierten Invasion in Italien landete die britische 1st Airborne Division in der Nähe von Tarent im Rahmen der Operation Slapstick an der „Ferse“ Italiens. Ihre Aufgabe war es, den Hafen sowie mehrere vernetzte Flugplätze zu erobern. Danach schlossen sie sich der 5th U.S. Army in der Nähe von Foggia an.
Operation Overlord – Normandie
Es wurden mehrere Luftlandeoperationen während der Operation Overlord am D-Day (6. Juni 1944) ausgeführt. Die allgemeine Aufgabe der Luftlandetruppen war es, die Flanken der Offensive zu sichern. Die Briten sicherten die östliche Flanke in Operation Tonga. Außerdem führten sie Aktionen aus, um die Artilleriebatterie bei Merville einzunehmen. Diese Aufgabe wurde der 9th Parachute Brigade übertragen, welche sie erfolgreich ausführte.
Operation Market-Garden – Niederlande
Möglicherweise die berühmteste Luftlandeoperation der Geschichte ist Operation Market Garden im September 1944. Truppen wurden 100 Meilen hinter der deutschen Front abgesetzt, um in Arnheim die Brücke über den Rhein zu erobern. Drei komplette Luftlandedivisionen wurden eingesetzt. Die britische 1st Airborne Division, die 82. US-Luftlandedivision und die 101. US-Luftlandedivision sowie die polnische 1. Unabhängige Fallschirmbrigade. Am Ende wurden die alliierten Truppen durch den starken Widerstand der Deutschen, die die dreifache der erwarteten Stärke hatten, zurückgeschlagen und Arnheim blieb in deutschem Besitz.
Operation Varsity – Rheinland (Deutschland)
Die Überquerung des Rheins war mit der Operation Varsity die erfolgreichste und größte Luftlandeaktion der Geschichte und öffnete den Alliierten den Zugang zum industriellen Kern des Deutschen Reiches, dem Ruhrgebiet.
Am Ende des Zweiten Weltkriegs umfasste das Parachute Regiment 17 Bataillone, aufgeteilt auf fünf Parachute Brigades.

### 1946–1966
Nach dem Zweiten Weltkrieg wurden die Luftlandetruppen zur 16th Independent Parachute Brigade Group vereinigt und 1956 zur 44th Independent Parachute Brigade Group zusammengefasst. In der Sueskrise erfolgte der Einsatz bei der Operation Musketeer. Alle 660 Männer der Gruppe mussten innerhalb von vier Minuten und 30 Sekunden am Boden des El Gamil Airfields sein. Um 4:15 Uhr des 5. November 1956 sprang 3 PARA. Kommandeur war Paul Edwin Crook. Obwohl der Widerstand heftig war, hatten sie nur geringe Verluste.
Weitere Operationen erfolgten in Borneo, in Malaya und Aden.

### 1966–1996

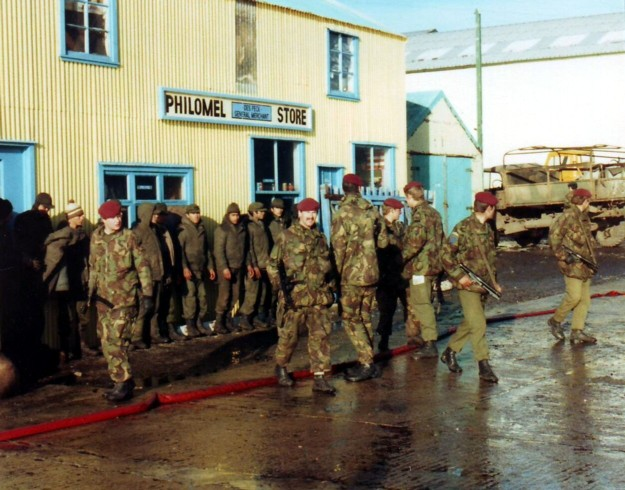
Soldaten des 2. Bataillons bewachen argentinische Kriegsgefangene während des Falklandkriegs 1982

Während des Nordirlandkonflikts wurde das Regiment mehrfach gegen unbewaffnete Zivilisten eingesetzt.
In der Operation Demetrius vom 9. bis 11. August 1971 erschoss das Regiment elf unbewaffnete Zivilisten während des Ballymurphy-Massakers in der Vorstadt Ballymurphy von Belfast. Eine Untersuchung des Ballymurphy-Massakers stellt die Unschuld der getöteten Zivilisten fest, sowie die Tatsache, dass neun von ihnen durch Armeeangehörige erschossen wurden.
Am Sonntag, dem 30. Januar 1972 unterstützte das Regiment die Royal Ulster Constabulary bei einer Demonstration gegen die Einschränkung der Bürgerrechte in Derry. Dabei erschossen sie 13 unbewaffnete Demonstranten. Dieses Ereignis wurde als Bloody Sunday bekannt.
Es gibt Hinweise auf zwei Scharfschützen („F“ und „G“) der 1 PARA, die sowohl beim Ballymurphy-Massaker als auch am Bloody Sunday Demonstranten erschossen haben sollen. Bei beiden Einsätzen wurde kein Soldat verletzt. Kein Soldat wurde vor dem Militärgerichtshof angeklagt. Alle Identitäten der Beteiligten wurden von der britischen Regierung geheim gehalten.
Am 27. August 1979 wurden 18 Mitglieder des Parachute Regiment in Warrenpoint in Nordirland bei der Detonation einer am Wegrand versteckten Bombe getötet. Die Bombe stammte aus den Werkstätten der IRA.
Nach dem Beginn des Falklandkrieges 1982 brachten das 2 und 3 PARA die 3 Commando Brigade auf volle Kriegsstärke. Das Regiment stellte die wesentlichen Bodenkampfverbände in diesem Konflikt, zwei seiner Angehörigen wurden mit dem Victoria Cross ausgezeichnet.
Nach Budgetkürzungen am Ende des Kalten Krieges wurde das 15th Scottish Bataillon zu einer Kompanie reduziert und ins 4th Bataillon eingegliedert.

### 1996 bis heute
1999 nahm das 1st Bataillon, unterstützt von einer Kompanie des 3 PARA, am Kosovo-Krieg teil.
Nachdem in Sierra Leone trotz der UN-Friedensmission UNAMSIL der Bürgerkrieg weiter tobte, landete in der Operation Palliser am 7. Mai 2000 1 PARA in Freetown, der Hauptstadt des Landes, und evakuierte Ausländer. Nach der Operation wurde 1 PARA mit der Aufgabe betraut, den Freetown Airport zu sichern, so dass UN-Hilfsgüter in das Land gebracht werden konnten.
Das 1. und 3. Bataillon beteiligten sich an der Operation Telic als Teil der Invasion des Iraks vom 20. März 2003. Zwei Bataillone waren Teil der 16 Air Assault Brigade. 4 PARA wurde benutzt, um diese Kräfte zu verstärken.
Der Krieg endete offiziell am 1. Mai. 1 und 3 PARA blieben im Irak in der zweitgrößten Stadt Basra stationiert. Obwohl sie meist einen ruhigen Dienst versehen, kommt es sporadisch zu Zwischenfällen. Eine Patrouille von sechs Royal Military Policemen, 1 PARA angefügt, wurden am 24. Juni in der Stadt Majar Al-Kabir von irakischem Mob umzingelt und getötet. Eine Patrouille von 1 PARA wurde in derselben Stadt in einen Hinterhalt gelockt; ein Mann wurde verwundet.
1 und 3 PARA verließen den Irak mit dem Rest der 16 Air Assault Brigade im Juni. Das Regiment verlor einen Soldaten, Private Andrew Kelly von 3 PARA.
2 PARA wurde im November 2003 in den Irak verlegt und ist Teil der 20 Armoured Brigade.
Am 15. Juni 2010 bat der Premierminister David Cameron die Nordiren für den Bloody Sunday öffentlich um Verzeihung, nachdem in einer umfangreichen Untersuchung nach vier Jahrzehnten die Unschuld der Getöteten bewiesen wurde.

## Tradition

### Battle Honours
Die Battle Honours des Regiments sind die ehrenvollen Erwähnungen von Schlachten, an denen es teilgenommen hat.
- Zweiter Weltkrieg: Bruneval, Schlacht in der Normandie, Pegasusbrücke, Merville-Batterie, Bréville, Dives Überquerung, La Toucques Überquerung, Schlacht von Arnheim, Ourthe, Operation Varsity, Südfrankreich, North-West Europa 1942 '44-45, Soudia, Oudna, Djebel Azzag 1943, Djebel Alliliga, El Hadjeba, Tamera, Djebel Dahra, Kef el Debna, Nordafrika-Feldzug, Primosole-Brücke, Sicily 1943, Taranto, Orsogna, Italien-Feldzug, Athen, Griechenland 1944–45
- Schlacht von Goose Green, Schlacht von Mount Longdon, Schlacht von Wireless Ridge, Falklandkrieg, Al-Basrah, Iraq 2003

### Protokoll
Obwohl Fallschirmjäger Leichte Infanterie sind, handelt es sich nach der britischen Rangliste der Truppenverbände um ein Regiment der Linieninfanterie und steht dort durch den Fallschirmjägerzug der Guards Infantery als jüngstes Regiment an letzter Stelle der Linieninfanterie im Protokoll, und steht damit vor den zur leichten Infanterie gehörenden Regimenter der Royal Gurkha Rifles und The Rifles. Dieser steht in Nachfolge zum Garde-Fallschirmjäger-Bataillon im Zweiten Weltkrieg.